# Типы государства
Типология государств — это особая научная классификация (типология) государств по определённым типам (группам) на основе их общих признаков, отражающая присущие данным государствам их общие закономерности возникновения, развития и функционирования.
Содействует более глубокому выявлению признаков, свойств, сущности государств, позволяет проследить закономерности их развития, структурные изменения, а также прогнозировать дальнейшее существование.
Типом государства называют совокупность важных признаков, характеризующих классовые и экономические стороны государства. Другими словами типология государства — это его классификация, предназначенная для разделения всех прошлых (исторических) и настоящих государств на группы дающие возможность раскрыть их социальную сущность.
Типология проводится в основном с двух подходов: формационного и цивилизационного.

## Формационный подход
Формационный подход к социально-политическому развитию исходит из предпосылки, что все государства, одни быстрее, а другие медленнее, развиваются по определённому сценарию, и все они рано или поздно должны прийти к одной форме общественно-политического устройства.
Одной из самых известных универсалистских теорий является формационная теория, предложенная Карлом Марксом, в которой основным критерием классификации являются экономические отношения, а всё остальное называется надстройкой. Тип производственных отношений при этом формирует тип государства.
Исторический тип государства — это государство определённой общественно-экономической формации. Характеризуется рядом общих признаков: единством экономической и классовой основы, сущности, социального назначения, общими принципами организации и деятельности государства. Формационный подход выделяет следующие типы обществ:
- Первобытно-общинное общество — отсутствуют классы в связи с отсутствием частной собственности на средства производства;
- Рабовладельческое государство — появляются эксплуататоры, рабовладельцы, и эксплуатируемые, рабы. Рабовладельческое государство создано в целях охраны, укрепления и развития собственности рабовладельцев, как орудие их классового господства, орудия их диктатуры;
- Феодальное государство — в роли эксплуататора выступает феодал, обладающий собственностью на землю, а эксплуатируемым слоем являются зависимые крестьяне;
- Капиталистическое государство — Современное государство со свободной рыночной экономикой
- Последней пятой стадией развития Маркс считал коммунистическое общество — строй, при котором будет создано общество социальной справедливости, в котором неравенство будет уничтожено путём обобществления собственности.

## Цивилизационный подход
Цивилизационный подход, в отличие от универсализма, считает, что государства развиваются по-разному, а не идут по общему пути развития. В цивилизационном подходе основным критерием выступает культурный фактор (религия, миропонимание, мировоззрение, историческое развитие, особенности вмещающего ландшафта, своеобразие обычаев, и др.). 
А. Дж. Тойнби дал следующее определение цивилизации:
Цивилизация — это относительно замкнутое и локальное состояние общества, отличающееся общностью религиозных, психологических, культурных, географических и иных признаков.
Цивилизация — это социокультурная система, включающая социально-экономические условия жизнедеятельности общества, этнические, религиозные его основы, степень гармонизации человека и природы, а также уровень экономической, политической, социальной и духовной свободы личности.
Изначально Тойнби выделил до 100 самостоятельных цивилизаций, но затем сократил их число до двух
десятков. В своем развитии цивилизации проходят несколько этапов:
- Первый — локальные цивилизации, каждая из которых имеет свою совокупность взаимосвязанных социальных институтов, включая государство (древнеегипетская, шумерская, индская, эгейская и др.);
- Второй — особенные цивилизации (индийская, китайская, западноевропейская, восточноевропейская, исламская и др.) с соответствующими типами государств.
- Третий этап — современная цивилизация с её государственностью, которая в настоящее время только складывается и для которой характерно совместное существование традиционных и современных социально-политических структур.

Сэмюэль Хантингтон выдвинул теорию «столкновения цивилизаций» в одноимённой книге. Согласно этой теории, существует 8 цивилизаций — культурных объединений, состоящих обычно более чем из одного государства и существующих на протяжении тысячелетий. Этими цивилизациями, по его мнению, являются:
- Западная цивилизация
- Исламская цивилизация
- Индуистская цивилизация
- Синская (китайская) цивилизация
- Японская цивилизация
- Латиноамериканская цивилизация
- Православная цивилизация
- Африканская цивилизация.

Согласно С. Хантингтону, по мере усиления контактов между этими цивилизациями будут нарастать культурные конфликты.

## Трехэтапная схема эволюции государства
Данная концепция эволюции государственности разделяет развитие государственности на три главных этапа:
1. Раннее государство — это понятие, с помощью которого описывается особая форма политической организации достаточно крупного и сложного аграрно-ремесленного общества (группы обществ, территорий), определяющая его внешнюю политику и частично социальный и общественный порядок; эта политическая форма в то же время есть отделенная от населения организация власти[5]: 
  - обладающая верховностью и суверенностью (или хотя бы автономностью);
  - способная принуждать к выполнению своих требований;
  - менять важные отношения и вводить новые, перераспределять ресурсы;
  - построенная (в основном или в большой части) не на принципе родства.
2. Развитое государство — это понятие, с помощью которого описывается форма политической организации цивилизованного общества (группы обществ); отделенная от населения централизованная организация власти, управления, принуждения и обеспечения социального порядка в виде системы специальных институтов, должностей (званий), органов, законов (правил), обладающая[6]: 
  - суверенностью (автономностью);
  - верховностью, легитимностью и реальностью власти в рамках определенной территории и круга лиц;
  - возможностью изменять отношения и нормы.
3. Зрелое государство — это понятие, с помощью которого описывается органическая форма политической организации экономически развитого и культурного общества в виде системы бюрократических и иных специальных институтов, органов и законов, обеспечивающая внешнюю и внутреннюю политическую жизнь; это отделенная от населения организация власти, управления, обеспечения порядка, социального или иного неравенства, обладающая[7]: 
  - суверенностью;
  - верховностью, легитимностью и реальностью власти в рамках определенной территории и круга лиц;
  - развитым аппаратом принуждения и контроля;
  - систематическим изменением отношений и норм[8]

## Классификация

### По отношению к религиозным организациям.
В светском государстве религиозные организации не входят в систему государственной власти. Для правового режима религиозных организаций в светском государстве характерны следующие особенности:
1) государство не вмешивается в определение гражданином своего отношения к религии и религиозной принадлежности, в воспитание детей родителями или лицами, их заменяющими, в соответствии со своими убеждениями и с учётом права ребёнка на свободу совести и свободу вероисповедания;
2) государство не вмешивается в деятельность религиозных объединений, если не нарушается действующее законодательство;
3) государство оказывает содействие и поддержку (материальную, финансовую, какую-либо иную помощь) благотворительной деятельности религиозных организаций, а также реализации ими общественно значимых культурно-просветительских программ и мероприятий;
4) государство регулирует предоставление религиозным организациям налоговых и иных льгот, оказывает финансовую, материальную и иную помощь религиозным организациям в реставрации, содержании и охране зданий и объектов, являющихся памятниками истории и культуры, а также в обеспечении преподавания общеобразовательных дисциплин в образовательных учреждениях, созданных религиозными организациями;
5) не возлагает на религиозные объединения выполнение функций органов государственной власти, других государственных органов, государственных учреждений и органов местного самоуправления;
6) светскость государства не влечет за собой ограничений прав членов религиозных объединений участвовать наравне с другими гражданами в управлении делами государства, выборах в органы государственной власти и в органы местного самоуправления, деятельности политических партий, политических движений и других общественных объединений.
Статус светского государства конституционно закреплён в Российской Федерации, Германии, Франции, Казахстане.
Клерикальным считается государство, где та или иная религия имеет статус
государственной. Статус государственной религии предполагает делегирование некоторых функций государства религиозным организациям, которые охватывают различные сферы общественных отношений. Для статуса государства, имеющего государственную религию характерны все или часть следующих особенностей:
1) религиозные организации (обычно разных конфессий) получают от государства различные субсидии регулярное финансирование и материальную помощь, налоговые льготы;
2) религиозные организации вправе иметь своё представительство в государственных органах;
3) религиозные организации осуществляют регистрацию брака, рождение, смерть, юридически признанную государством;
4) перечисленные права, привилегии и льготы, как правило, не распространяются на малочисленные (в пределах государства) конфессии, секты и религиозные общины, а ограничиваются двумя-тремя, реже четырьмя-пятью «традиционными» конфессиями.
К не светским государствам могут быть отнесены Великобритания, Греция, Дания, Израиль, Швеция, Япония и др.
Для теократических государств характерны все или часть следующих признаков:
1) государственная власть принадлежит религиозной организации (обычно единственной конфессии), которая имеет статус государственной; либо иерархам такой организации;
2) религиозные правовые нормы составляют основной источник государственного публичного законодательства;
3) глава государства одновременно является высшим религиозным деятелем, верховным священнослужителем (например, в государстве Ватикан). Другой пример: согласно конституции Ирана, государственное управление страной находится под контролем Факиха, стоящего выше Президента Исламской Республики Иран; он же назначает по представлению государственных органов Генерального прокурора, председателя Верховного суда, утверждает в должности президента, объявляет амнистию и т. д. Послания Факиха имеет верховенство среди законов, и ими должны руководствоваться судебные органы;
4) перечисленные права и привилегии, как правило, распространяются только на одну конфессию, хотя другие могут быть терпимы, а иногда даже присутствовать в органах государственной власти на правах представительства религиозного меньшинства (но только с совещательным правом);
5) ограниченная веротерпимость практически всегда распространяется только на явно иноверные конфессии. Секты и течения господствующей конфессии не признаются и, как правило, жёстко преследуются.
Теократическими государствами являются Иран, Марокко, Пакистан, Саудовская Аравия и др.
В атеистических государствах религиозные организации преследуются властями. Это выражается, в частности, в том, что:
1) атеизм является частью государственной идеологии;
2) религиозные организации лишены социально-экономической основы — имущества, собственности;
3) религиозные организации либо запрещены, либо находятся под жёстким контролем государства;
4) религиозные объединения не обладают правами юридического лица;
5) священнослужители и верующие дискриминируются и репрессируются; в некоторых случаях вместо репрессий против священнослужителей происходит негласная подмена их государственными служащими (часто сотрудниками спецслужб), формально являющимися религиозными иерархами;
6) запрещается проведение в общественных местах религиозных обрядов, ритуалов. Запрещено или резко ограничено издание и распространение религиозной литературы. (В ряде случаев, например, в Союзе ССР, издание такой литературы было принудительно делегировано государству, издававшему её в соответствии со своими критериями и нормированными тиражами);
7) не допускается религиозная агитация и миссионерство; религиозная свобода по существу сводится к свободе пропаганды атеизма.
Государствами воинствующего атеизма были Французская республика, СССР, а также некоторые бывшие социалистические государства, например, Албания.

### В зависимости от экономической системы
- Традиционная экономика - в современности преобладает в основном в особо отсталых странах Средней Азии и Африки.

- Рыночная экономика - в чистом виде на данный момент нет ни в одной стране мира.

- Смешанная экономика - самый распространенный тип экономики. Имеет множество разновидностей которые включают в себя такие виды как социально-ориентированная экономика, дирижизм(смешанный тип, но близок к плановой), кейнсианство, дэнгизм (реформы и политика Дэн Сяопина) и другие.

- Плановая экономика - получила широкое распространение в странах восточного блока, во время холодной войны.

### В зависимости от уровня экономического развития
- развивающиеся или страны третьего мира (иногда их называют аграрными, основу экономики составляет сельское хозяйство, продажа полезных ископаемых, то есть развита сырьевая промышленность и т. д.);
- индустриальные (основу экономики этих государств составляет промышленность);
- постиндустриальные (это современные развитые государства, в которых произошла научно-техническая революция; основные богатства этих государств создаются и в непроизводственной сфере, и в индустриальной сфере).

### В зависимости от политического режима
- демократические государства;
- авторитарные государства;
- тоталитарные государства.

Следует добавить, что это не единственная общепризнанная классификация, некоторые авторы выделяют «Авторитаризм» как один из видов «Тоталитаризма», чаще именуемый «Автократия». Поэтому выделяется только 2 типа государств: демократические и антидемократические.

### В зависимости от формы правления государства
- Диктатура, то есть сосредоточение власти одного лица или немногочисленной группы лиц;
- Аристократия
- Консерватизм и прогрессивизм при либеральных или авторитарных моделях государственного устройства.
- Теократия
- Республика: Полиархия, то есть власть большинства; другое название — либеральная демократия.
- Меритократия

### В зависимости от господствующей идеологии государства
- идеологизированные;
- деидеологизированные.

Деидеологизированные (светские) государства — здесь официальная идеология отсутствует.
В идеологизированных государствах всё функционирование государства определяется господствующей идеологией. В частности, возможность лица участвовать в деятельности государства и тому подобное зависит от его взглядов на государственную идеологию.
В деидеологизированных государствах провозглашается идеологический плюрализм, то есть возможность проповедовать, развивать любую идеологию. Государство может запрещать крайние формы идеологии, например, расистские.